# Квартал
Кварта̀л (от лат. quartа – „четвърт“, през нем. Quartal) е част от населено място, ограничена от определени улици, понякога обособена социално, етнически, по време на застрояване и други. Квартал на населено място може да бъде и негова селищна част, разположена извън границите на централната му част.

## Наименувана част от населено място
Кварталът като част от населено място е наименуван и при необходимост от споменаване в документация се посочва с наименованието му.
В София и други градове под „квартал“ може да се разбира и присъединено към града бивше село. Построените след Втората световна война в България жилищни комплекси обикновено се наричат и квартали.
На разговорен език някои квартали се наричат махали, макар че с думата „махала“ обикновено се назовават частите на селата.
Терминът се среща и в изрази като „нов квартал“, „индустриален квартал“, „бежанскѝ квартал“ и други.
В някои квартали преобладават хора от определена етническа група, вероизповедание или раса. Бедни, западнали и с открояваща се престъпност квартали понякога се наричат гета.

## Според Закона за устройство на територията
По смисъла на Закона за устройство на територията (ЗУТ), „квартал е урегулирана територия, ограничена от улици или от улици и граници на урбанизирана територия, която обхваща един или повече поземлени имоти".
Тези квартали са основен елемент на населените места, редом с улиците, площадите, кръстовищата и урегулираните поземлени имоти (УПИ).
В подробните устройствени планове на населените места тези квартали са очертани с улични регулационни линии и са номерирани. При необходимост от споменаване в документация те се посочват с номерата им.